# Saint-Jean-la-Vêtre

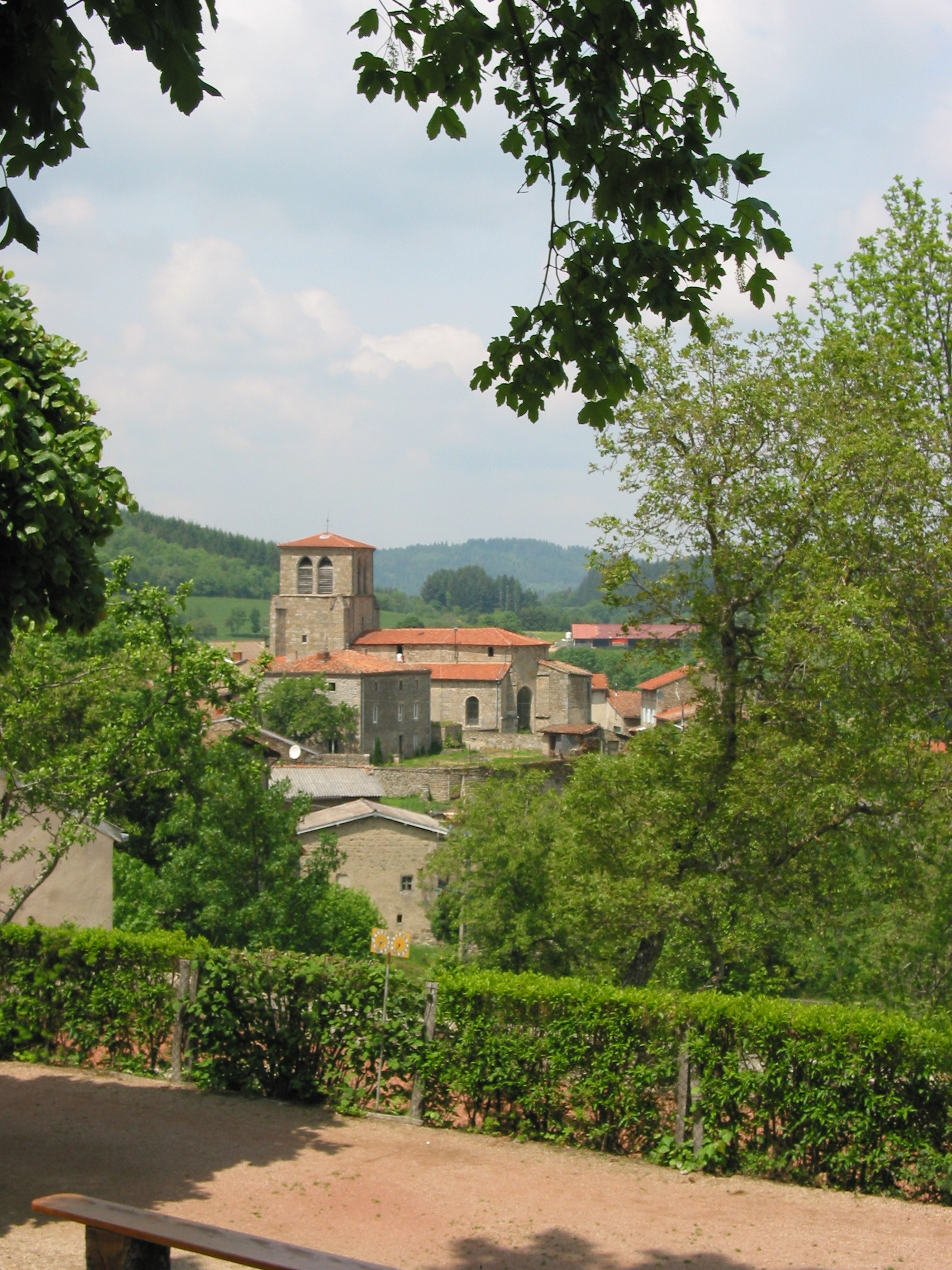
Saint-Jean-la-Vêtre, 2006

Saint-Jean-la-Vêtre – miejscowość i gmina we Francji, w regionie Owernia-Rodan-Alpy, w departamencie Loara.
Według danych na rok 1990 gminę zamieszkiwało 338 osób, a gęstość zaludnienia wynosiła 21 osób/km² (wśród 2880 gmin regionu Rodan-Alpy Saint-Jean-la-Vêtre plasuje się na 1292. miejscu pod względem liczby ludności, natomiast pod względem powierzchni na miejscu 705.).